# Philothamnus angolensis
Espèce
Philothamnus angolensis est une espèce de serpents de la famille des Colubridae.

## Répartition
Cette espèce se rencontre en Angola, en Namibie, au Botswana, au Zimbabwe, au Mozambique, en Tanzanie, en Zambie, au Congo-Kinshasa, au Congo-Brazzaville, en Centrafrique et au Cameroun.

## Étymologie
Son nom d'espèce, composé de angol[a] et du suffixe latin -ensis, « qui vit dans, qui habite », lui a été donné en référence au lieu de sa découverte.

## Publication originale
- Bocage, 1882 : Notice sur les espèces du genre "Philothamnus" qui se trouvent au Muséum de Lisbonne. Jornal de Sciencias Mathematicas, Physicas e Naturaes, Academia Real das Sciencias de Lisboa, vol. 9, n. 33, p. 1-19 (texte intégral).